# Vojvođanska nogometna liga 1982./83.
Vojvođanska liga je bila liga trećeg stupnja nogometnog prvenstva Jugoslavije u sezoni 1982./83. 
 Sudjelovalo je 18 klubova, a prvak je bio "Vrbas" iz Titovog Vrbasa (današnji Vrbas).

## Ljestvica
| mj. | klub                     | ut. | pob. | ner. | por. | gol+ | gol- | bod |
| --- | ------------------------ | --- | ---- | ---- | ---- | ---- | ---- | --- |
| 1.  | Vrbas (Titov Vrbas)      | 34  | 20   | 10   | 4    | 68   | 27   | 50  |
| 2.  | Jedinstvo Novi Bečej     | 34  | 15   | 11   | 8    | 54   | 33   | 41  |
| 3.  | Dinamo Pančevo           | 34  | 14   | 12   | 8    | 52   | 37   | 40  |
| 4.  | Crvenka                  | 34  | 15   | 9    | 10   | 56   | 44   | 39  |
| 5.  | Mladost Apatin           | 34  | 14   | 10   | 10   | 45   | 41   | 38  |
| 6.  | Radnički Zrenjanin       | 34  | 14   | 10   | 10   | 36   | 37   | 38  |
| 7.  | Agrounija Inđija         | 34  | 15   | 7    | 12   | 41   | 46   | 37  |
| 8.  | Radnički Bajmak          | 34  | 14   | 8    | 12   | 39   | 32   | 36  |
| 9.  | Vršac                    | 34  | 13   | 9    | 12   | 52   | 48   | 36  |
| 10. | Srem Srijemska Mitrovica | 34  | 12   | 11   | 11   | 40   | 45   | 35  |
| 11. | Mladost Bački Jarak      | 34  | 13   | 7    | 14   | 37   | 35   | 33  |
| 12. | Radnički Sombor          | 34  | 11   | 10   | 13   | 39   | 39   | 32  |
| 13. | Bačka (Bačka Palanka)    | 34  | 12   | 7    | 15   | 53   | 52   | 31  |
| 14. | Radnički Kovin           | 34  | 12   | 7    | 15   | 58   | 61   | 31  |
| 15. | Jedinstvo Stara Pazova   | 34  | 13   | 5    | 16   | 35   | 56   | 31  |
| 16. | Rusanda Melenci          | 34  | 11   | 6    | 17   | 41   | 66   | 28  |
| 17. | Sever Subotica           | 34  | 5    | 10   | 19   | 35   | 58   | 20  |
| 18. | Hajduk Kula              | 34  | 4    | 8    | 22   | 34   | 65   | 16  |

- Titov Vrbas – tadašnji naziv za Vrbas

## Rezultatska križaljka
| kratica | klub                     | AGR | BAČ | CRV | DIN | HAJ | JEDNB | JEDSP | MLAA | MLABJ | RADB | RADK | RADS | RADZ | RUS | SEV | SREM | VRB | VRŠ |
| --- | ------------------------ | --- | --- | --- | --- | --- | ----- | ----- | ---- | ----- | ---- | ---- | ---- | ---- | --- | --- | ---- | --- | --- |
| AGR | Agrounija Inđija         |     |     |     |     |     |       |       |      |       |      |      |      |      |     |     |      |     |     |
| BAČ | Bačka (Bačka Palanka)    |     |     |     |     |     |       |       |      |       |      |      |      |      |     |     |      |     |     |
| CRV | Crvenka                  |     |     |     |     |     |       |       |      |       |      |      |      |      |     |     |      |     |     |
| DIN | Dinamo Pančevo           |     |     |     |     |     |       |       |      |       |      |      |      |      |     |     |      |     |     |
| HAJ | Hajduk Kula              |     |     |     |     |     |       |       |      |       |      |      |      |      |     |     |      |     |     |
| JEDNB | Jedinstvo Novi Bečej     |     |     |     |     |     |       |       |      |       |      |      |      |      |     |     |      |     |     |
| JEDSP | Jedinstvo Stara Pazova   |     |     |     |     |     |       |       |      |       |      |      |      |      |     |     |      |     |     |
| MLAA | Mladost Apatin           |     |     |     |     |     |       |       |      |       |      |      |      |      |     |     |      |     |     |
| MLABJ | Mladost Bački Jarak      |     |     |     |     |     |       |       |      |       |      |      |      |      |     |     |      |     |     |
| RADB | Radnički Bajmak          |     |     |     |     |     |       |       |      |       |      |      |      |      |     |     |      |     |     |
| RADK | Radnički Kovin           |     |     |     |     |     |       |       |      |       |      |      |      |      |     |     |      |     |     |
| RADS | Radnički Sombor          |     |     |     |     |     |       |       |      |       |      |      |      |      |     |     |      |     |     |
| RADZ | Radnički Zrenjanin       |     |     |     |     |     |       |       |      |       |      |      |      |      |     |     |      |     |     |
| RUS | Rusanda Melenci          |     |     |     |     |     |       |       |      |       |      |      |      |      |     |     |      |     |     |
| SEV | Sever Subotica           |     |     |     |     |     |       |       |      |       |      |      |      |      |     |     |      |     |     |
| SREM | Srem Srijemska Mitrovica |     |     |     |     |     |       |       |      |       |      |      |      |      |     |     |      |     |     |
| VRB | Vrbas (Titov Vrbas)      |     |     |     |     |     |       |       |      |       |      |      |      |      |     |     |      |     |     |
| VRŠ | Vršac                    |     |     |     |     |     |       |       |      |       |      |      |      |      |     |     |      |     |     |
| |                          |     |     |     |     |     |       |       |      |       |      |      |      |      |     |     |      |     |     |
| podebljan rezultat - utakmice od 1. do 17. kola (1. utakmica između klubova) rezultat normalne debljine - utakmice od 18. do 34. kola (2. utakmica između klubova) rezultat nakošen - nije vidljiv redoslijed odigravanja međusobnih utakmica iz dostupnih izvora rezultat nakošen i smanjen * - iz dostupnih izvora nije uočljiv domaćin susreta prekrižen rezultat - poništena ili brisana utakmica p - utakmica prekinuta 3:0 p.f. / 0:3 p.f. - rezultat 3:0 bez borbe n.i. - nije igrano |                          |     |     |     |     |     |       |       |      |       |      |      |      |      |     |     |      |     |     |

 Izvori: 